# O’Donnell River
Der O'Donnell River ist ein Fluss in der Region Kimberley im Norden des australischen Bundesstaates Western Australia.

## Geografie
Der Fluss entspringt an den Westhängen des Springvale Hill und fließt nach Südwesten entlang der Mueller Ranges. Am Westende des Gebirges mündet er in den Margaret River.

### Nebenflüsse mit Mündungshöhen
Er hat folgende Nebenflüsse:
- Watery River – 343 m
- Gorden Creek – 343 m
- Thursday Creek – 322 m
- Liga Creek – 194 m

### Durchflossene Seen
Der O’Donnell River durchfließt einen Pool, der das ganze Jahr über mit Wasser gefüllt ist:
- Fig Tree Pool – 332 m